# عملية السلام الليبية

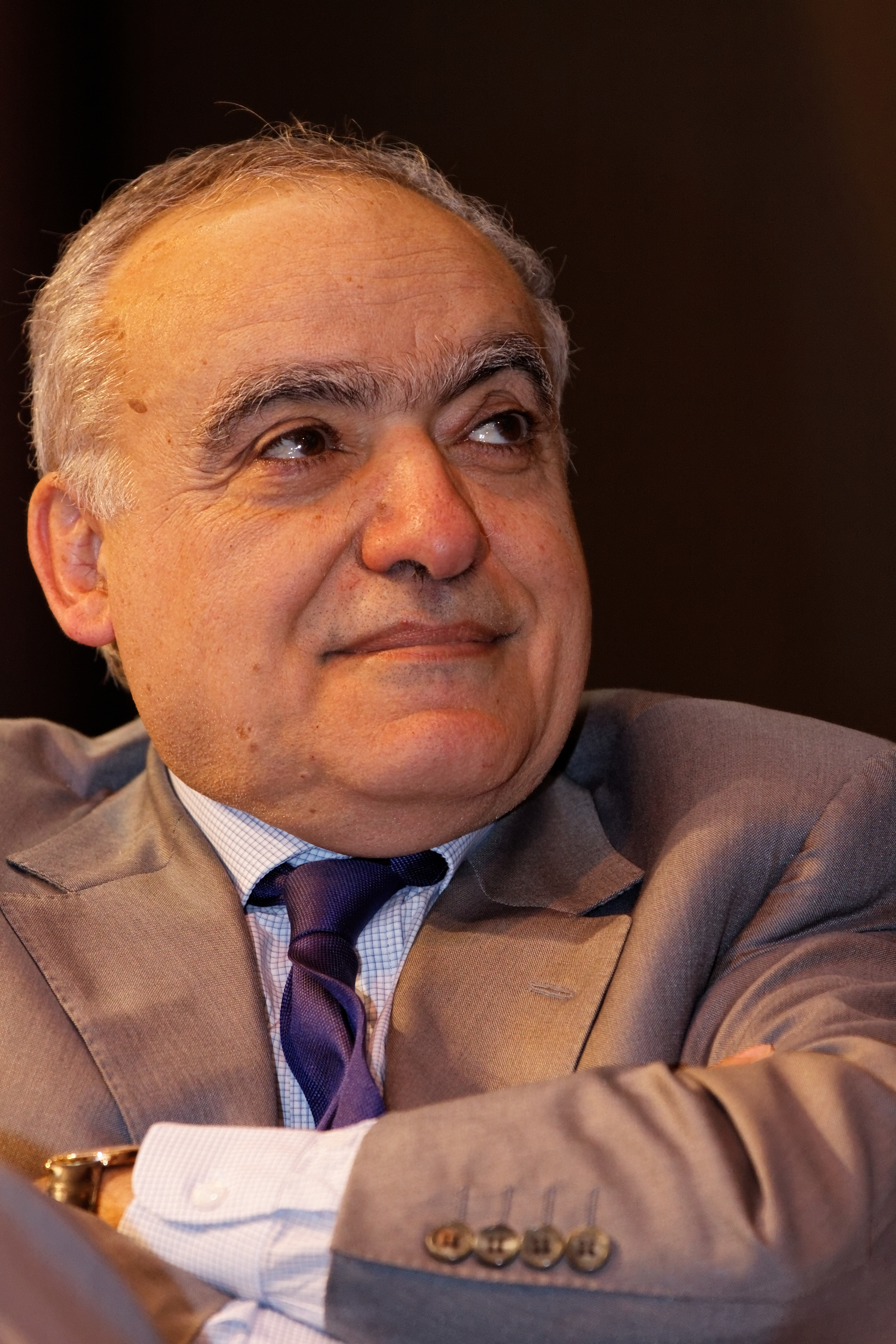

عملية السلام الليبية هي سلسلة من الاجتماعات والاتفاقات والإجراءات التي تهدف إلى حل الحرب الأهلية الليبية الثانية. ومن بين هذه الخطط اتفاق الصخيرات في ديسمبر 2015، وخطط المؤتمر الوطني الليبي في أبريل 2019 الذي تم تأجيله بسبب هجوم غرب ليبيا 2019–20، وخطة غسان سلامة للسلام المؤلفة من ثلاث نقاط في يوليو 2019 (هدنة عيد الأضحى، الاجتماع الدولي للدول المعنية، المؤتمر الليبي الداخلي).

## اتفاق الصخيرات 2015
وخلال النصف الأول من عام 2015، يسرت الأمم المتحدة سلسلة من المفاوضات التي تسعى إلى الجمع بين الحكومات المنافسة في ليبيا والمليشيات المتحاربة التي تمزق ليبيا. ممثل الأمم المتحدة إلى ليبيا أعاد عقد اجتماع مع وفود من الحكومات الليبية المتنافسة في 8 يونيو 2015 لتقديم أحدث مشروع اقتراح لتشكيل حكومة وحدة وطنية لهذا البلد الذي مزقته الحرب. بعد تحذير قبل أسبوع من نفاد المال في البلاد وخاطرت بالتوقف عن العمل كدولة فعالة، حث برناردينو ليون في حفل أقيم في المغرب على أن يوافق الليبيون على النسخة الرابعة من الاقتراح. وفي 8 أكتوبر 2015، عقد برناردينو ليون مؤتمرا صحفيا أعلن فيه عن أسماء عدة أعضاء محتملين في حكومة موحدة.
وعقد اجتماع بين الحكومتين المتنافستين في أوبيرج دي كاستيل في فاليتا، مالطا في 16 ديسمبر 2015. تم تأجيل الاجتماع لعدة أيام بعد أن فشل ممثلو حكومة طبرق في الظهور في البداية. وأعلن رئيس حكومة طرابلس، نوري أبو سهمين، أنه «لن يقبل التدخل الأجنبي ضد إرادة الشعب الليبي»، في حين دعا رئيس حكومة طبرق عقيلة صالح عيسى المجتمع الدولي إلى «إتاحة الوقت لهم لتشكيل حكومة وحدة وطنية فعالة». كما التقى ممثلون عن الحكومتين مسؤولين من الامم المتحدة و‌إيطاليا و‌الولايات المتحدة و‌روسيا في مؤتمر عقد في روما.
وفي 17 ديسمبر 2015، وقع مندوبون من الحكومتين المتنافستين على اتفاق سلام تدعمه الأمم المتحدة في الصخيرات، المغرب، على الرغم من وجود معارضة لذلك داخل الفصيلين. وقد تشكلت حكومة الوفاق الوطني نتيجة لهذا الاتفاق، وعقد اجتماعها الأول في تونس في 2 يناير 2016.
وفي 17 ديسمبر 2017، أعلن اللواء خليفة حفتر أن اتفاق الصخيرات باطل.

## المؤتمر الوطني الليبي 2019
كان من المقرر أن يعقد في غدامس اجتماع يسمى المؤتمر الوطني الليبي لتنظيم الانتخابات وعملية السلام في ليبيا. وقد أعد المؤتمر على مدى 18 شهرا خلال عامي 2018 و2019، وكان من المقرر عقده في الفترة من 14 إلى 16 أبريل 2019. وقد تم تأجيله في أوائل أبريل 2019 نتيجة للعمليات العسكرية لهجوم غرب ليبيا 2019.

## خطة غسان سلامة للسلام من ثلاث نقاط
في 29 يوليو 2019، اقترح غسان سلامة، رئيس بعثة الأمم المتحدة للدعم في ليبيا، خطة سلام من ثلاث نقاط على مجلس الأمن التابع للأمم المتحدة، «تتطلب توافقا في الآراء في مجلس الأمن وبين الدول الأعضاء التي تمارس نفوذها على الأرض»، وتطلب من الليبيين «الاستماع إلى الملائكة الطيبين» بدلا من «خوض حروب الآخرين وبذلك يدمرون بلادهم.» وتتضمن خطة سلامة ما يلي:
1. هدنة بين حكومة الوفاق الوطني و‌الجيش الوطني الليبي والميليشيات المرتبطة بهما في عيد الأضحى، إلى جانب تدابير بناء الثقة مثل تبادل الأسرى، والإفراج عن السجناء المحتجزين تعسفا وتبادل رفات ضحايا الصراع؛[13]
2. اجتماع دولي للبلدان المتورطة في الصراع، لوقف القتال، وتنفيذ حظر الأسلحة القائم قانونا، وتعزيز القانون الدولي ل‌حقوق الإنسان؛[13]
3. اجتماع ليبي مماثل للمؤتمر الوطني الليبي الذي كان مقررا في الأصل؛[13] الذي يجب أن يشمل ثلاثة مسارات:
  - المسار الاقتصادي؛
  - المسار العسكري؛ و
  - مسار سياسي.